# Église évangélique réformée de Suisse
L'Église évangélique réformée de Suisse ou EERS (en allemand : Evangelisch-reformierte Kirche Schweiz ou EKS, en italien : Chiesa evangelica riformata in Svizzera ou CERiS, en romanche : Baselgia evangelica refurmada da la Svizra ou BERS) est une association et une communion des 24 Églises évangéliques réformées de Suisse ainsi que de l’Église évangélique méthodiste en Suisse .
Fondée le 1er janvier 2020, elle succède à la Fédération des Églises protestantes de la Suisse ou FEPS. Elle est membre de plusieurs organisations ecclésiales internationales, dont le Conseil œcuménique des Églises et la Communion mondiale d'Églises réformées. 

## Historique
Le rapprochement des différentes Églises réformées cantonales tient son origine dans la création de la Conférence des Églises protestantes de la Suisse en 1858. Cependant, au sein de cette organisation, chaque institution restait pleinement indépendante. Il faut attendre 1920 pour que l'union franchisse un nouveau cap alors que la Conférence devient la Fédération des Églises protestantes de la Suisse. Elle rassemble alors les Églises cantonales ainsi qu'un regroupement ecclésial nommé le Verband Zentralschweiz. La Fédération incorpore rapidement de nouvelles institutions : les Églises libres de Genève, Neuchâtel et du Valais en 1921 puis, l'année suivante, l'Église méthodiste épiscopale en Suisse, ancêtre de l'Église évangélique méthodiste actuelle. En 1925, elle se joint à l'Alliance réformée mondiale, devenue la Communion mondiale d'Églises réformées.
La volonté de transformer la FEPS en Église fait son apparition au cours des années 2010. La constitution créant l'Église évangélique réformée de Suisse est finalement adoptée à Berne le 18 décembre 2018, avec comme date d'entrée en vigueur le 1er janvier 2020. Inaugurée avec le pasteur Gottfried Locher comme président, ce dernier démissionne de son poste le 27 mai 2020 à la suite d'une plainte pour abus sexuel, psychologique et spirituel d'une collaboratrice. En 2022, l'Église évangélique réformée de Suisse décide d'indemniser la plaignante à hauteur de 50 000 francs.
Gottfried Locher est remplacé par la pasteure alémanique Rita Famos le 1er janvier 2021. Élue le 2 novembre précédent, elle exerce un mandat de deux ans.

## Croyances
En 2019, elle recommande l’ouverture du mariage entre personnes même sexe sur le plan civil.

## Traitement des agressions sexuelles
En décembre 2023, Rita Famos indique qu'il est nécessaire d'enquêter sur des probables agressions sexuelles au sein de l'Église évangélique réformée de Suisse. Elle évoque une étude de l'Église évangélique allemande dont le rapport doit être remis en janvier 2024. Elle envisage de s'inspirer du travail fait en Allemagne pour installer un dispositif de protection en Suisse. Après la publication du rapport en Allemagne, qui dénombre près de 10 000 enfants abusés dans l’Église protestante allemande, Rita Famos demande une enquête approfondie en Suisse. Selon Pierre-Philippe Blaser, vice-président du conseil de l’EERS, les résultats d'une telle étude seraient connus en 2026 ou 2027. L’objectif de l'enquête est de déterminer où et à quelle fréquence les agressions sexuelles ont été effectuées et pourquoi ces abus n'ont pas été rendus publics . Finalement les délégués des Églises évangéliques réformées de Suisse refusent d'engager une enquête extérieure par  l'université de Lucerne sur les abus sexuels, comme le souhaitait leur Conseil. Ils préfèrent une enquête interne et renforcer les mesures de prévention.

## Membres

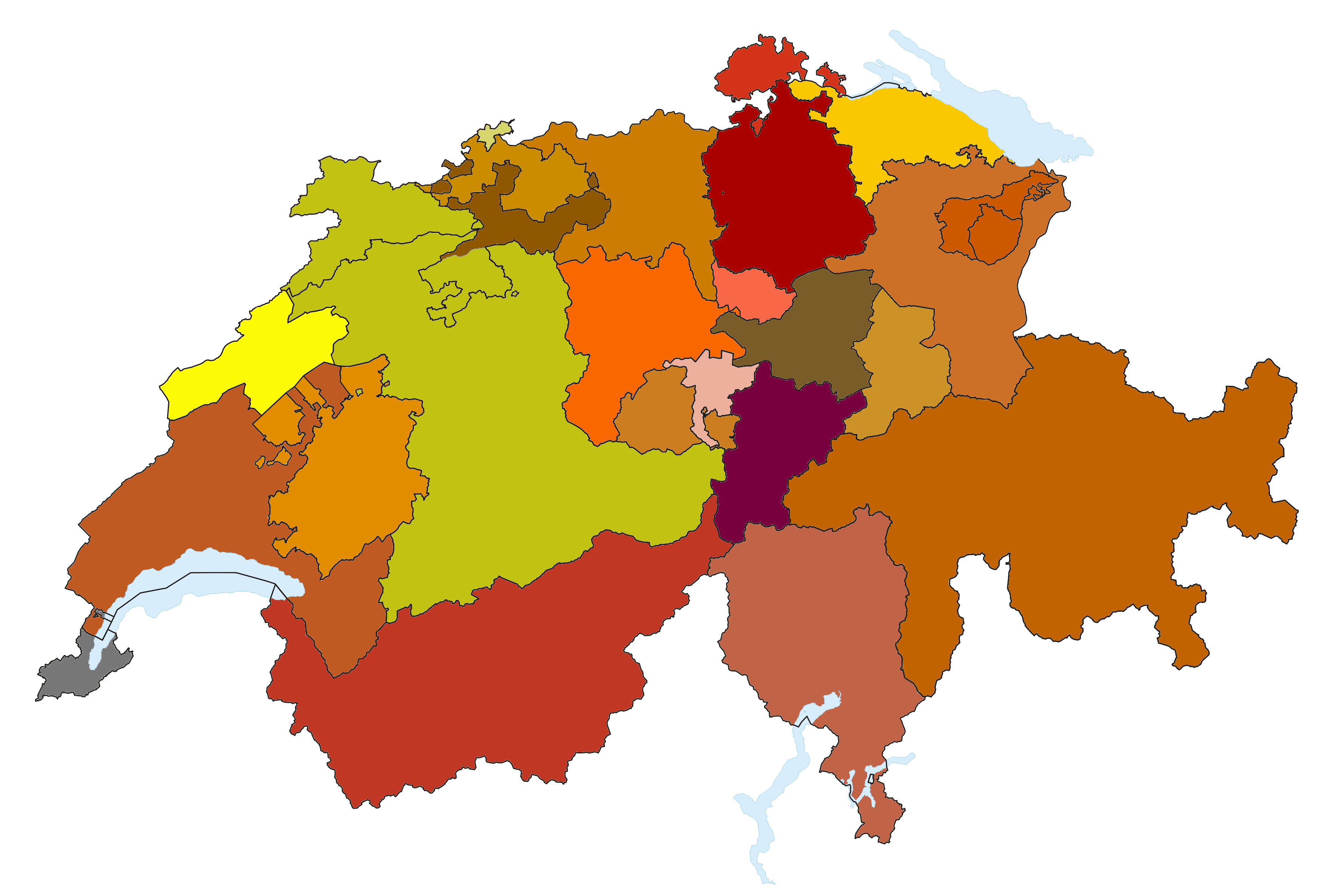
Églises membres de l’EERS.

| Canton                       | Église                                                                                |
| ---------------------------- | ------------------------------------------------------------------------------------- |
| Argovie                      | Église réformée en Argovie                                                            |
| Appenzell Rhodes-Extérieures | Église évangélique réformée des deux Appenzell                                        |
| Appenzell Rhodes-Intérieures | Église évangélique réformée des deux Appenzell                                        |
| Bâle-Campagne                | Église évangélique réformée du canton de Bâle-Campagne                                |
| Bâle-Ville                   | Église protestante de Bâle                                                            |
| Berne                        | Églises réformées Berne-Jura-Soleure                                                  |
| Fribourg                     | Église évangélique réformée du canton de Fribourg                                     |
| Genève                       | Église protestante de Genève                                                          |
| Glaris                       | Église évangélique réformée du canton de Glaris                                       |
| Grisons                      | Église évangélique réformée des Grisons                                               |
| Jura                         | Églises réformées Berne-Jura-Soleure                                                  |
| Lucerne                      | Église évangélique réformée du canton de Lucerne                                      |
| Neuchâtel                    | Église réformée évangélique du canton de Neuchâtel                                    |
| Nidwald                      | Église évangélique réformée de Nidwald                                                |
| Obwald                       | Fédération des paroisses évangéliques réformées du canton d'Obwald                    |
| Saint-Gall                   | Église évangélique réformée du canton de Saint-Gall                                   |
| Schaffhouse                  | Église évangélique réformée du canton de Schaffhouse                                  |
| Schwyz                       | Église évangélique réformée du canton de Schwyz                                       |
| Soleure                      | Église évangélique réformée du canton de Soleure Églises réformées Berne-Jura-Soleure |
| Tessin                       | Église évangélique réformée du canton du Tessin                                       |
| Thurgovie                    | Église évangélique du canton de Thurgovie                                             |
| Uri                          | Église évangélique réformée du canton d'Uri                                           |
| Valais                       | Église réformée évangélique du Valais                                                 |
| Vaud                         | Église évangélique réformée du canton de Vaud                                         |
| Zurich                       | Église évangélique réformée du canton de Zurich                                       |
| Zoug                         | Paroisse évangélique réformée du canton de Zoug                                       |
| Suisse entière               | Église évangélique méthodiste en Suisse                                               |